# إيزابيل أوريكو
روزا ماريا إيزابيل أوريكو رودريغيز دي سوموزا (31 يوليو 1924 - 30 أغسطس 2014) كانت دبلوماسية من مواليد كوستاريكا والسيدة الأولى لنيكاراغوا من عام 1957 إلى عام 1963 كزوجة للرئيس لويس سوموزا ديبايل.

## السيرة الذاتية
ولدت إيزابيل أوركويو في كوستاريكا في 31 تموز/يوليو 1924. وكان والدها كلدوميرو أوركيو أرغويلو، وهو نيكاراغوا ثري يمتلك مساحات كبيرة من الأراضي في شمال كوستاريكا وشغل منصب وزير التعليم في حكومة خوان باوتيستا ساكاسا. وكانت والدتها كوستاريكية أماليا رودريغيز كروشيه. حسب خط الأمومة، كانت تنحدر من عائلة أوليغارشية كوستاريكية. وكانت إيزابيل أصغر أخواتها الأربع. وكان أشقاؤها فيسنتي (سفير نيكاراغوا في إسبانيا)، كلدوميرو، وأنيتا. درست في كوليجيو لا أسونسيون دي ماناغوا، حيث حصلت على درجة البكالوريوس في العلوم والأدب. تعلمت اللغة الإنجليزية مع مدرس أمريكي خاص.
تزوجت لويس سوموزا ديبايل في 9 يونيو 1947، وقد تزوجاً مدنياً في منزل أوركيو في ماناغوا، وأقيم احتفال ديني في المطرانية، أعقبه حفل استقبال في قصر كورفا في لوما دي تيسكابا. كان لديهم سبعة أطفال.
رافقت إيزابيل أوركويو زوجها في القمة التاريخية التي عقدت في كوستاريكا في عام 1963، حيث حضرها رؤساء أمريكا الوسطى والرئيس الأمريكي جون كينيدي. كما قامت بالعديد من الجولات الناجحة في المكسيك والولايات المتحدة وأوروبا واليابان، حبث أعطاها الإمبراطور هيروهيتو نيشان درة التاج لتعزيز العلاقات الودية بين بلاده ونيكاراغوا. كما أعطاها البابا يوحنا الثالث والعشرون وسماً في روما. 
وكسيدة أولى، كانت معروفة بالأعمال الخيرية، ولا سيما تلك التي تفيد الأطفال، وتنظيم برامج المساعدة الاجتماعية.  وعندما ترك سوموزا منصبه، قام هو وأوركيو برحلة حول العالم. وبعد وفاته بنوبة قلبية في 13 أبريل 1967، قالت انها أصبحت القنصل الفخري لنيكاراغوا في نيويورك وسفير لدى الأمم المتحدة. وبعد الثورة النيكاراغوية، منعها دانييل أورتيغا، ثم فيوليتا شامورو، من دخول إلى نيكاراغوا. وقد مُنحت تأشيرة دخول خلال حكومة أرنولدو أليمان. انتقلت إلى هيوستن، تكساس في أوائل التسعينات.
توفيت إيزابيل أوركويو دي سوموزا في هيوستن صباح يوم 30 أغسطس 2014. 